# Alpe di Cavallaccio nel Parco Nazionale dello Stelvio
Alpe di Cavallaccio nel Parco Nazionale dello Stelvio este o arie protejată (arie specială de conservare — SAC, sit de importanță comunitară — SCI, arie de protecție specială avifaunistică — SPA) din Italia întinsă pe o suprafață de 3.517 ha, integral pe uscat.

## Localizare
Centrul sitului Alpe di Cavallaccio nel Parco Nazionale dello Stelvio este situat la coordonatele 46°37′58″N 10°30′23″E / 46.6328°N 10.5064°E.

## Înființare
Situl Alpe di Cavallaccio nel Parco Nazionale dello Stelvio a fost declarat sit de importanță comunitară în septembrie 1995 pentru a proteja 17 specii de animale. Alte tipuri de protecție:
- arie de protecție specială avifaunistică (în august 2000)[2]
- arie specială de conservare (în mai 2017)[1][3][4]

## Biodiversitate
Situată în ecoregiunea alpină, aria protejată conține 16 habitate naturale: Păduri acidofile de Picea de la nivel montan la nivel alpin (Vaccinio-Piceetea), Mlaștini turboase de tranziție și turbării mișcătoare, Pajiști alpine și boreale, Grohotișuri calcaroase și de șisturi calcaroase de la nivelul montan până la nivelul alpin (Thlaspietea rotundifolii), Mlaștini alcaline, Pajiști uscate seminaturale și facies de acoperire cu tufișuri pe substraturi calcaroase (Festuco-Brometalia) (* situri importante pentru orhidee), Pajiști alpine și subalpine calcaroase, Formațiuni ierboase bogate în specii de Nardus, dezvoltate pe substraturi silicioase în zone montane (și în zone submontane, în Europa continentală), Tufărișuri subarctice cu Salix spp., Fânețe montane, Pajiști boreale și alpine pe substrat silicios, Pante stâncoase silicioase cu vegetație casmofită, Pante stâncoase calcaroase cu vegetație casmofită, Grohotișuri silicioase de la nivelul montan până la nivelul zăpezii (Androsacetalia alpinae și Galeopsietalia ladani), Liziere de ierburi înalte hidrofile de câmpie și de nivel montan până la alpin, Păduri alpine de Larix decidua și/sau Pinus cembra.
La baza desemnării sitului se află mai multe specii protejate:
- păsări (14): minunița (Aegolius funereus), potârnichea de stâncă (Alectoris graeca saxatilis), acvilă de munte (Aquila chrysaetos), cocoșul de mesteacăn (Bonasa bonasia), caprimulg (Caprimulgus europaeus), ciocănitoare neagră (Dryocopus martius), șoim călător (Falco peregrinus), Lagopus muta helvetica, sfrâncioc roșiatic (Lanius collurio), viespar (Pernis apivorus), ciocănitoare de munte (Picoides tridactylus), ciocănitoare verzuie (Picus canus), sturz (Turdus pilaris), sturzul de vâsc (Turdus viscivorus)
- mamifere (2): liliacul mare cu potcoavă (Rhinolophus ferrumequinum), urs brun (Ursus arctos)
- nevertebrate (1): fluturele auriu (Euphydryas aurinia)

Pe lângă speciile protejate, pe teritoriul sitului au mai fost identificate 7 specii de plante, 7 specii de păsări, 1 specie de amfibieni, 5 specii de mamifere, 2 specii de nevertebrate, 2 specii de reptile.